# Kemins historia
Kemins historia kan sägas börja med Robert Boyles åtskillnad av kemin från alkemin i verket The Sceptical Chymist (1661). Både kemin och alkemin handlar om materiens natur och dess transformationer, men till skillnad från alkemisterna tillämpar kemisterna den vetenskapliga metoden. Kemins historia är nära förenad med termodynamikens historia, speciellt genom Willard Gibbs arbete. 

## Tidiga utvecklingar

### Kemiska revolutionen
Även om kemisk forskning ibland baserar sig på upptäckter från Babylonien, forntida Egypten och speciellt Persien, brukar 1783 betraktas som kemins födelseår. Då upptäckte Antoine Lavoisier lagen om massans bevarande, och samtidigt förkastades flogistonteorin. (Flogiston troddes vara ett oskönjbart ämne som frisläpptes när bränslen förbrändes). Samtidigt isolerades många gasformiga grundämnen, som väte, syre och kväve, och nya metaller upptäcktes utöver de sju klassiska metallerna som var kända från antiken (guld, silver, koppar, tenn, järn, bly, och kvicksilver).

### Vitalismdebatten och den organiska kemin
Efter att förbränningens kemiska process hade utretts, var ett av de stora debattämnena bland 1700- och 1800-talets kemister skillnaden mellan organiska och oorganiska ämnen. Många ansåg att organiska ämnen endast kunde framställas av levande organismer (den så kallade vitalismen). Därför blev det en stor uppståndelse när Friedrich Wöhler av en slump framställde urinämne från oorganiska ämnen 1828: tidigare hade ett organiskt ämne aldrig framställts från oorganiska ämnen. Denna upptäckt öppnade upp ett stort forskningsområde inom kemin, och vid 1800-talets slut kunde kemister syntetisera hundratals organiska föreningar. Bland de viktigaste av dessa var anilin, magenta och andra syntetiska färgämnen såväl som den vanliga smärtmedicinen aspirin.

### Atomdebatten
Under 1800-talet fanns det två skilda läger bland kemisterna: anhängarna till John Daltons atomteori och dess motståndare, bl.a. Wilhelm Ostwald och Ernst Mach. Även om Amadeo Avogadro och Ludwig Boltzmann gjorde stora framsteg i förklaringen av gasernas natur med hjälp av atomteorin, upphörde inte debatten förrän Jean Perrin experimentellt bekräftade Albert Einsteins atomiska förklaring till den brownska rörelsen i det tidiga 1900-talet.
Långt före atomernas verkliga existens fastställts hade många redan anpassat atomkonceptet till kemin. Ett viktigt exempel är Svante Arrhenius jonteori som beredde vägen för utvecklingen av teorin om atomens struktur (denna utvecklades dock inte fullständigt förrän 1920-talets kvantmekanik). Michael Faraday bidrog framför allt med elektrokemin i vilken man bland annat observerade att utfällda metallmängder alltid förekom i vissa särskilda mängder, också det indicier på atomer.

## Periodiska systemet
I många årtionden hade listan över de kända grundämnena ständigt utökats. Ett stort genombrott i försöken att få ett systematiskt grepp om den långa listan gjordes av Dmitrij Mendelejev och Lothar Meyer då de utvecklade periodiska systemet, och framför allt av Mendelejevs framgångsrika nyttjande av periodiska systemet för att 1870 förutsäga existensen av och de kemiska egenskaperna hos gallium, germanium och skandium, som då inte var kända. Gallium upptäcktes 1875 och dess kemiska egenskaper visade sig ungefär samma kemiska egenskaper som Mendelejev förutsagt.

## Modern kemi
Före 1900-talet sades kemin vara läran om materians natur och dess transformationer. Den var därför klart åtskild från fysiken som inte rörde sådana dramatiska förändringan av materian. Dessutom, till skillnad från fysiken, använde sig kemin inte speciellt avancerad matematik. Några kemister var till och med motvilliga att använda någon matematik alls! Till exempel skrev Auguste Comte 1830:
Varje försök att använda matematiska metoder i forskningen om kemin måste betraktas som djupt irrationellt och strider mot kemins anda.... om matematiken skulle någonsin få en framträdande plats i kemin -- en styggelse som lyckligtvis nog är nästan omöjlig -- skulle den orsaka en snabb och utbredd degeneration av denna vetenskap.
Men i andra halvan av 1800-talet ändrades situationen och August Kekulé skrev 1867:
Jag förväntar mig att vi skall en dag finna en matematisk-mekanisk förklaring för det vi idag kallar atomer som kommer att ge en förklaring för deras egenskaper.
Efter Ernest Rutherfords och Niels Bohrs utforskande av atomens struktur 1912, och Marie och Pierre Curies forskande kring radioaktiviteten blev forskare tvungna att ändra sin synpunkt på materiens natur dramatiskt. Den kunskap som kemisterna hade om materian var inte längre tillräcklig för att förstå materiens alla egenskaper, utan bara de aspekter som rörde elektronmolnet runt atomkärnan och elektronmolnets rörelser i atomkärnans elektriska fält (Born-Oppenheimerapproximationen).  Kemin begränsades på så sätt till att beskriva materien i tillstånd nära standardtemperatur och -tryck och i miljöer där strålningen inte var särskilt annorlunda från den naturliga mikrovågs-, ljus- och UV-strålningen som förekommer på Jorden. Kemin omdefinierades därför som läran om materia som rör sammansättningen, strukturen och egenskaperna hos ämnen och de transformationer som de genomgår. Med 'ämnen' åsyftar man då endast atomer, molekyler, och joner, och bortser från materien i atomkärnor och deras kärnreaktioner samt även högt joniserade plasmor. Ändå är kemin väldigt omfattande och anspråket att kemi finns överallt är berättigat.

## Kvantkemi
Ibland betraktas upptäckten av Schrödingerekvationen och dess tillämpning på väteatomen 1926 som kvantkemins födelse. Dock anses även Walter Heitlers och Fritz Londons artikel från 1927 vara den första milstolpen i kvantkemins historia. Detta var den första tillämpningen av kvantmekaniken på den tvåatomiga vätemolekylen. De följande åren gjordes stora framsteg av bland annat Edward Teller, Robert Mulliken, Max Born, Robert Oppenheimer, Linus Pauling, Erich Hückel, Douglas Hartree och Vladimir Fock.
Fortfarande fanns det dock stor skepsis om hur kvantmekaniken skulle tillämpas på komplexa kemiska system. Runt 1930 beskrev Paul Dirac situationen så här: 
De underliggande fysikaliska lagarna som behövs för den matematiska teorin för en stor del av fysiken och hela kemin är således fullständigt kända, och svårigheten är endast att den exakta tillämpningen av dessa lagar leder till ekvationer som är för komplicerade för att vara lösliga. Det är därför önskvärt att framställa ungefärliga praktiska metoder för tillämpningen av kvantmekaniken, som kan leda till en förklaring av de huvudsakliga egenskaperna hos komplexa atomiska system utan alltför många beräkningar.
Därför kallas de kvantmekaniska metoderna som framställdes på 1930-talet och 1940-talet ofta teoretisk molekyl- eller atomfysik för att betona att de var kvantmekaniska tillämpningar av kemi och spektroskopi snarare än lösningar på rent kemiska frågor.
På 1940-talet vände många fysiker sig från molekyl- eller atomfysiken till kärnfysiken (som Robert Oppenheimer eller Edward Teller). Clemens C.J. Roothaan skrev 1951 en grundläggande artikel om Roothaanekvationerna.  Den möjliggjorde lösningen av kvantmekaniska ekvationer för små system som väte eller kväve. Dessa beräkningar gjordes med hjälp av integraltabeller som framställdes med de mest avancerade datorer som då fanns att tillgå.

## Molekylärbiologin och biokemin
I mitten av 1900-talet var kemin och fysiken i princip förenade. Kemiska egenskaper uppstod på grund av elektronstrukturen runt atomkärnan.  Linus Paulings bok The Nature of the Chemical Bond (Den kemiska bindningens natur) använde sig av kvantmekaniska principer för att härleda bindningsvinklar i mer och mer komplicerade molekyler.  Men även om några av principerna som härletts från kvantmekaniken kunde förutsäga kvalitativt några kemiska egenskaper hos biologiskt viktiga molekyler, var de till slutet av 1900-talet mer en samling tumregler, observationer, och recept än grundliga kvantitativa metoder.
Denna empiriska metod fick sin stora triumf 1953 när James Watson och Francis Crick härledde den dubbla spiralstrukturen hos DNA genom att bygga modeller med vägledning av kunskapen om de kemiska byggstenarna och röntgenkristallografiska bilder som erhållits av Rosalind Franklin. Upptäckten ledde till en formlig explosion av forskning kring livets kemi, biokemin.
Samma år visade Miller-Urey-experimentet att de grundläggande byggstenarna i proteiner, enkla aminosyror, själva kunde byggas upp från enklare molekyler i en simulering av förhållandena på Jordens för miljarder år sedan. Även om många frågor återstår kring den verkliga förloppet av livets uppkomst var detta det första försöket som kemister gjorde för att studera hypotetiska processer i laboratoriet under kontrollerade omständigheter.
Kary Mullis uppfann 1983 en metod för duplicering av DNA, känt som polymeraskedjrereaktionen (PCR), som revolutionerade de kemiska processerna som använts i laboratorier för att manipulera DNA. PCR kunde användas för att syntetisera specifika delar av DNA och gjorde möjlig DNA-sekvenseringen av organismer; detta kulminerade i det enorma Human Genome Project-samarbetet.

## Kemiindustrin
Under den senare delen av 1800-talet ökade utvinningen av bergolja ur jorden enormt. Den användes för tillverkningen av en stor mängd kemikalier och ersatte till stor del valolja, stenkolstjära och trätjära som använts tidigare. Från den storskaliga framställningen och raffinering av olja utvanns flytande bränslen som bensin och dieselolja, lösningsmedel, smörjmedel, asfalt och vaxer. Andra vanliga moderna material som konstfibrer, plaster, färgpigment, diskmedel, läkemedel framställdes också av den petrokemiska industrin. Ammoniak kunde framställas ur kvävgasen i atmosfären genom Haberprocessen och förädlas till gödningsämnen. Många av dessa synteser krävde nya katalysatorer och utvecklingen av kemiteknik för kostnadseffektiv produktion.
I mitten av 1900-talet kunde stora mängder extremt rena halvledarkristaller i kisel och germanium framställas. Noggrann dopning med spårmängder av andra ämnen ledde till framställningen av halvledardioden och framför allt transistorn 1951. Transistorn och integrerade kretsar bestående av flera transistorer gjorde det möjligt att tillverka pålitlig och effektsnål elektronisk utrustning, framför allt datorer, som revolutionerade världen.